# UFC 78
UFC 78: Validation  è stato un evento di arti marziali miste tenuto dalla Ultimate Fighting Championship il 17 novembre 2007 al Prudential Center di Newark, Stati Uniti.

## Retroscena
Si tratta dell'evento numero 100 della promozione.
Inizialmente la serata prevedeva due attesi rematch dei pesi mediomassimi, ovvero Michael Bisping contro Matt Hamill e Rashad Evans contro Tito Ortiz, ma Hamill diede forfait per infortunio e Ortiz fu impegnato con il reality show The Celebrity Apprentice, e così si decise per la sfida tra Bisping ed Evans: fu l'ultimo incontro del britannico come peso mediomassimo.
L'evento prevedeva l'esordio in UFC del judoka cubano Hector Lombard, ma dei problemi legati al reperimento del visto d'ingresso impedirono il debutto al lottatore, il quale proseguì la sua carriera in altre promozioni e mise piede nell'ottagono solamente nel 2012 con l'evento UFC 149: Faber vs. Barao.

## Risultati

### Card preliminare
- Incontro categoria Pesi Welter:  Akihiro Gono contro  Tamdan McCrory

Gono sconfisse McCrory per sottomissione (armbar) a 3:19 del secondo round.
- Incontro categoria Pesi Leggeri:  Marcus Aurélio contro  Luke Caudillo

Aurélio sconfisse Caudillo per KO Tecnico (colpi) a 4:29 del primo round.
- Incontro categoria Pesi Leggeri:  Joe Lauzon contro  Jason Reinhardt

Lauzon sconfisse Reinhardt per sottomissione (strangolamento da dietro) a 1:14 del primo round.
- Incontro categoria Pesi Welter:  Thiago Alves contro  Chris Lytle

Alves sconfisse Lytle per KO Tecnico (stop medico) a 5:00 del secondo round.

### Card principale
- Incontro categoria Pesi Leggeri:  Spencer Fisher contro  Frankie Edgar

Edgar sconfisse Fisher per decisione unanime (30–27, 30–27, 30–26).
- Incontro categoria Pesi Medi:  Ed Herman contro  Joe Doerksen

Herman sconfisse Doerksen per KO (pugno) a 0:39 del terzo round.
- Incontro categoria Pesi Welter:  Karo Parisyan contro  Ryo Chonan

Parisyan sconfisse Chonan per decisione unanime (30–27, 30–27, 30–27).
- Incontro categoria Pesi Mediomassimi:  Houston Alexander contro  Thiago Silva

Silva sconfisse Alexander per KO (pugni) a 3:25 del primo round.
- Incontro categoria Pesi Mediomassimi:  Michael Bisping contro  Rashad Evans

Evans sconfisse Bisping per decisione divisa (29-28, 28-29, 29-28).

## Premi
Ai vincitori sono stati assegnati 55.000$ per i seguenti premi:
- Fight of the Night:  Thiago Alves contro  Chris Lytle
- Knockout of the Night:  Ed Herman
- Submission of the Night:  Akihiro Gono